# Теннис Боруссия Берлин
«Теннис Боруссия Берлин» (нем. Tennis Borussia Berlin) — немецкий футбольный клуб из Западного Берлина. Основан 9 апреля 1902 года под названием Berliner Tennis- und Ping-Pong-Gesellschaft («Берлинское сообщество игроков в теннис и пинг-понг»).
C сезона 2023/24 клуб выступает в Оберлиге «Северо-Восток».

## История

### Ранние годы
Команда была основана в 1902 году как теннисный и настольно-теннисный клуб. Название «Боруссия» является латинизированный версией Пруссии. В 1903 году в клубе была основана футбольная секция, которая быстро начала соперничать с ведущей на тот момент командой Берлина «Гертой». В 1932 году была одержана первая победа в Оберлиге Берлин-Бранденбург. Постепенно клуб становится наиболее популярным в Берлине.

### Нацистские годы
Эта успешная эра оборвалась, когда нацисты захватили власть в стране. Треть всех футболистов, имевших еврейские корни, вынуждены уйти из клуба, и «Теннис Боруссия» оказывается на грани краха. Но, несмотря на это, руководство нашло в себе силы сформировать новую команду, которая летом 1941 года отпраздновала победу в первенстве города, победив в финале «Герту» со счётом 8:2.

### Западноберлинский период
По окончании Второй мировой войны стадион клуба оказался на территории Западного Берлина. В те годы «Теннис Боруссия» была переименована в «Шарлоттенбург» и под этим названием выиграла в 1947 году чемпионат города Берлина в новой лиге города. В 1950 году прежнее название возвращается к команде. Именно в эти годы союз и выбрал себе постоянные футбольные цвета — фиолетовый и белый. Вернув прежнее название, клуб становится сильнейшим в Берлине, одержав ещё 4 победы в чемпионате Берлина в 1950, 1951, 1952 и 1958 годах.
В 1963 году в ФРГ была учреждена Бундеслига, от Западного Берлина в неё получили право войти «Герта» и «Тасмания 1900». В свою очередь «Теннис Боруссия» осталась в региональной лиге Берлина. Однако, в отличие от других берлинских команд, фиолетовые не затерялись в низших лигах и время от времени радовали поклонников спортивными успехами. В сезоне 1973/74 команда получила право выступать в Первой Бундеслиге, но годом позже, заняв 17 место, ей пришлось опуститься во Вторую Бундеслигу. Через год «Теннис Боруссия» вернулась в элиту, но, опять заняв 17 место, покинула её. А в сезоне 1980/81 после объединения северного и южного дивизионов Второй Бундеслиги фиолетовые из-за плохих результатов отправились в Оберлигу Берлина.

### Современный период
Между 1993 и 2000 у клуба начался период процветания: «Теннис Боруссия» вышла в полуфинал Кубка Германии 1993/94, закрепилась во Второй Бундеслиге в 1998 году, в том же году в Кубке Германии на «Олимпиаштадионе» в присутствии 40 000 зрителей была одержана победа над «Гертой» со счётом 4:2.
Затем после банкротства главного спонсора — «Геттинген-групп», в 2000 году фиолетовые были отправлены в Регионаллигу, в 2001 году команда вылетает и оттуда, попав в Оберлигу. Там она играла до 2009 года, когда смогла вернуться в Регионаллигу, но не сумела в ней закрепиться. По итогам сезона 2009/10 «Теннис Боруссия» заняла 15-е место и вернулась в Оберлигу.

## Болельщики
Исторически у команды сложились непростые отношения с берлинскими клубами «Герта», «Унион» и «Динамо» (это «Берлинское дерби»).

## Достижения
- Первая Бундеслига
  - 17-е место 1975, 1977
- Кубок Германии по футболу
  - Полуфинал 1994
- Вторая Бундеслига (Север)
  - Чемпион 1976
- Регионаллига Берлин: 2
  - Чемпион 1965, 1974
- Оберлига Берлин: 2
  - Чемпион 1982, 1985
- Региональная лига «Северо-Восток»: 2
  - Чемпион 1996, 1998
- Оберлига «Северо-Восток»: 1
  - Чемпион: 2020
- NOFV-Оберлига Север: 2
  - Чемпион 1993, 2009
- Чемпионат Берлина по футболу: 12
  - Победитель 1932, 1941, 1947, 1950, 1951, 1952, 1958, 1965, 1974, 1982, 1985, 1991
- Кубок Берлина по футболу: 16
  - Победитель 1931, 1949, 1951, 1963, 1964, 1965, 1973, 1985, 1993, 1995, 1996, 1998, 2000, 2002, 2005, 2006, 2008